# Кытат
Кытат — река в Красноярском крае России. Устье реки находится в 76 км по левому берегу реки Кемчуг. Длина реки составляет 100 км, площадь водосборного бассейна 970 км².

## Притоки
(км от устья)
- 6 км: Колтояк
- 52 км: Чемурда
- 74 км: Козылган

## Данные водного реестра
По данным государственного водного реестра России относится к Верхнеобскому бассейновому округу, водохозяйственный участок реки — Чулым от города Ачинск до водомерного поста села Зырянское, речной подбассейн реки — Чулым. Речной бассейн реки — (Верхняя) Обь до впадения Иртыша.
Номер водного объекта — 13010400212115200017357.